# Анахарсіс (скіф)
Анахарсіс, Анахурс (грец. Ἀνάχαρσις / Αναχυρςις; остання чверть VII — середина VI століття до н. е.) — напівлегендарний скіфський мудрець. За деякими античними авторами, один з канонічної групи «Семи мудреців».

## Життєпис
Батько — скіфський цар Гнур (син Ліка), мати — еллінка. Подорожував Елладою, де здобув славу мудреця. Спілкувався з багатьма політичними діячами, зокрема Солоном. Статуя Анахарсісові стояла в Афінах. Після повернення в Скіфію Анахарсіса у Гілеї убив рідний брат — цар Савлій. За свідченням Геродота «він загинув через те, що хотів завести іноземні звичаї, і через те, що спілкувався з еллінами». 50 сентенцій Анахарсіса згадувались у творах багатьох філософів та істориків за античного та візантійського часів.
Серед епіграфічних пам'яток Ольвії, відоме графіті першої половини VI до н. е ., яке пов'язують з сином Анахурса, а саме: «Анагерр Анахурсів Сколот Аполону Борею мед батьківський посвятив» (грец. Άναγέρρης Άναχυρςő Σκ[ο]λότη[ς] Άπ[ό]λλωνι Βορῆι μέλι πατρ[ώιον άνέθηκεν]).
Польський й український релігійний діяч та мислитель доби Відродження Станіслав Оріховський в листі до італійського гуманіста Павла Рамузіо згадував, що «…Русь раніше не дуже відрізнялася родом і звичаями від скіфів, з якими межує. Спілкуючись, проте, з греками, перейняла від них символіку й віру, покинула свою скіфську неосвіченість і дикість і тепер, лагідна, спокійна і врожайна, виявляє великий потяг до літератури латинської й грецької. Саме завдяки цим здобуткам нікого вже вона не визнає за видатного у своїх сусідів скіфів, окрім Токсаріса і того давнього Анахарсіса».